# Miraselva
Miraselva este un oraș în Paraná (PR), Brazilia.